# Domenico Enrici
Domenico Enrici (9 avril 1909 – 3 décembre 1997) est un prélat italien de l'Église catholique qui a passé sa carrière dans le service diplomatique du Saint-Siège.

## Biographie
Domenico Enrici est né le 9 avril 1909 à Cervasca, province de Cuneo, Italie. Il est ordonné prêtre du diocèse de Coni le 29 juin 1933.
Pour se préparer à une carrière dans le service diplomatique du Saint-Siège, il termine le cursus d'études à l'Académie ecclésiastique pontificale en 1935. 
Ses premières affectations comprennent un séjour en Irlande (en) à partir de 1938 et à Taïwan (en) au milieu des années 1950
Le 17 septembre 1955, le pape Pie XII le nomme archevêque titulaire d'Ancusa (de) et nonce apostolique en Indonésie (en). Giovanni Montini, l'archevêque de Milan, le consacre évêque le 1er novembre. Le 30 janvier 1958, il est nommé nonce apostolique en Haïti. Le pape Jean XXIII le nomme internonce apostolique au Japon (en) le 5 janvier 1960. Le 1er octobre 1962, le pape Jean le nomme délégué apostolique pour l'Australie (en), la Nouvelle-Zélande (en) et l'Océanie.
Le 26 avril 1969, le pape Paul VI le nomme délégué apostolique en Grande-Bretagne. Il snobe Mervyn Stockwood (en), évêque de Southwark de l'Église d'Angleterre, lors d'un dîner de charité parce que Stockwood a loué le travail des cliniques de contrôle des naissances
Le 16 juillet 1973, il rejoint le personnel du Secrétairerie d'État, mais son travail ne se limite pas à Rome. Il est décrit comme un "ambassadeur itinérant ... en mission d'inspection" lorsqu'il visite Taïwan en février 1974. Il représente le Saint-Siège lors de l'intronisation du roi d'Espagne Juan Carlos et du couronnement de Bokassa. Il est également président par intérim de l'Académie ecclésiastique pontificale en 1974-1975
Il prend sa retraite le 1er décembre 1979. Il décède le 3 décembre 1997

## Succession apostolique
Domenico Enrici a ordonné les évêques suivants :
- Évêque Peter Saburō Hirata (de), P.S.S. (1962)
- Évêque Peter Magoshiro Matsuoka (en) (1962)
- Évêque John Shojiro Ito (ru) (1962)
- Archevêque Michael George Bowen (1970)
- Évêque Edward Rapallo (en) (1973)